# Hans Hoffmann
Ne doit pas être confondu avec Hans Hofmann ou Hans Hoffmann (SS).
Pour les articles homonymes, voir Hoffmann.
Hans Hoffmann (Nuremberg 1530 - Prague 1591 ou 1592) est un peintre allemand.

## Biographie
On pense que Hoffmann a étudié et travaillé aux Pays-Bas pendant un certain temps. En 1576, il revient à Nuremberg, où il devient rapidement célèbre pour ses copies d'œuvres d'Albrecht Dürer. Les copies sont si fidèles que certaines ont été confondues avec des œuvres de Dürer jusqu'à nos jours.
En 1584, il se rend à Munich pour y travailler au nom du duc Guillaume V.
En 1585, l'empereur Rodolphe II le nomme peintre de la cour et l'amène à la cour impériale de Prague. Il se fait connaître par ses portraits et surtout ses dessins d'animaux, dans lesquels, à l'exemple de Dürer, il mêle acuité de l'observation et sens poétique.
Hoffmann conseille Rodolphe II sur la constitution de sa collection d'art, et acquiert pour lui des œuvres de la succession de Dürer par l'intermédiaire de son ami collectionneur Willibald Imhoff.

## Œuvres
- Lièvre, copie d'après Dürer, Berlin
- Dürer enfant, 1576, copie d'après Dürer, British Museum, Londres
- Écureuil, 1578, National Gallery of Art, Washington, DC
- Fleurs et coléoptères, 1582, J. Paul Getty Museum, Los Angeles
- Lapin dans la forêt, 1585, huile sur bois, J. Paul Getty Museum, Los Angeles